# 莊明達
莊明達（1966年1月5日—），臺灣動態沙畫藝術家、晶典國際美學公司創辦人，至善高級中學畢業。其作品散見於各大網路、廣告，代表作為2007年第44屆金馬獎頒獎典禮的大型動態沙畫表演。

## 經歷
1987年莊明達進入台視節目《強棒出擊》並擔任美術指導，後擔任廣告公司企畫製作總監。1990年代曾固定擔任華視節目《綜藝萬花筒》之猜謎單元〈趣味大考驗〉人體彩繪繪者。2002年開始摸索沙畫創作；2003年成立「晶典國際美學有限公司」。2007年於第44屆金馬獎頒獎典禮進行大型動態沙畫表演。2009年為台北市立動物園創作動態沙畫作品《諾亞方舟的秘密》，並公開網路播放，超過60萬人次點閱瀏覽率。2012年創作林書豪沙畫4分鐘沙畫短片《2012NBA籃球場上的祭壇》，引起話題。2021年，為了悼念太魯閣號出軌事故，創作沙畫並發布了一部名為《太魯閣號讓我很震驚也很心痛，第一時間得知太魯閣號的事故，讓我雙眼如雨下》的沙畫短片。

## 外部連結
- 晶典國際美學公司創辦人介紹 （页面存档备份，存于）
- 亞洲第一「沙手」沙畫莊明達